# Јуниверсити оф Вирџинија
Јуниверсити оф Вирџинија (енгл. University of Virginia) насељено је место без административног статуса у америчкој савезној држави Вирџинија.

## Демографија
По попису из 2010. године број становника је 7.704.
| Група             | 2000.    | 2010.         |
| Белци             | 0 (0,0%) | 4.791 (62,2%) |
| Афроамериканци    | 0 (0,0%) | 594 (7,7%)    |
| Азијати           | 0 (0,0%) | 1.633 (21,2%) |
| Хиспаноамериканци | 0 (0,0%) | 425 (5,5%)    |
| Укупно            | 0        | 7.704         |